# Ivan Ivanitsky
Ivan Petrovici Ivanitsky (n. 1896 – d. 1970) a fost un designer grafic rus / sovietic și un pionier al infograficii.

## Biografie
Ivanitsky a fost încorporat în armata imperială rusă în 1915. A fost rănit în timpul războiului, fiind rănit la mâna dreaptă, pe care nu a mai putut-o folosi cu acuretețe, după aceea. Pentru restul vieții a rămas stângaci.

### Activitate ca statistician grafic
Până în 1920 s-a stabilit la Sankt Petersburg (devenit ulterior Leningrad), unde a lucrat pentru editura Начатки знаний (Începuturile cunoștințelor), un parteneriat cultural și educațional care producea materiale educaționale despre științele naturale și literatură pentru copii. Aici a lucrat la grafice și jocuri de birou.
În 1930 a început să lucreze la Ленизогиза (Lenizogiz), unde a condus departamentul care se ocupa de statisticile grafice și a fost responsabil pentru pregătirea și procesarea materialului grafic. În acest rol a fost asistat de Otto Neurath, care a fost directorul său artistic.
În 1931 a publicat eseul manifest-pamflet A ajunge și a depăși, din punct de vedere tehnico-economic, țările capitaliste avansate în 10 ani (în rusă Догнать и перегнать в техникоэкономическом отношении передовые капиталистические страны в 10 лет), în care, în decursul expunerii sale, a oferit o elaborare teoretică a propriei metode de statistică grafică.

### IZOSTAT
În noiembrie 1931 a fost detașat la agenția sovietică de propagandă IZOSTAT, unde a studiat metodele grafice ale Metodei vieneze de statistică picturală, sau, pe scurt Metoda vieneză (în original, în germană Wiener Methode der Bildstatistik).
În 1932 a publicat lucrarea Statistica figurativă și metoda vieneză (în germană Изобразительная статистика и венский метод), unde încearcă să dezvolte o nouă abordare a isostatisticii, care implica utilizarea diagramelor lineare pentru a putea fi comparate în lungime. De asemenea, a explicat cum metoda vieneză se baza pe tehnici figurative, în spiritul infograficii (de mai târziu) dezvoltate de Willard C. Brinton, în  Statele Unite ale Americii și cum a propus ca IZOSTAT să dezvolte în continuare aceste metode.